# Eastern Point Wildlife Sanctuary
Das Eastern Point Wildlife Sanctuary ist ein 54 Acres (21,9 ha) umfassendes Schutzgebiet bei Gloucester im Bundesstaat Massachusetts der Vereinigten Staaten. Es wird von der Massachusetts Audubon Society verwaltet.

## Schutzgebiet
Trotz seiner geringen Größe bietet das auf einer Halbinsel nahe dem Eastern Point Light gelegene Schutzgebiet eine hervorragende Aussicht sowie eine vielfältige Flora und Fauna. Insbesondere Schmetterlinge wie Monarchfalter und Seevögel nutzen zu bestimmten Jahreszeiten das Schutzgebiet als Zwischenstation. Für Besucher steht ein 0,5 mi (0,8 km) langer Rundweg zur Verfügung.